# 卡通维耶勒
卡通维耶勒（法語：Catonvielle，法語發音：[katɔ̃vjɛl]）是法国热尔省的一个市镇，属于欧什区。

## 地理
卡通维耶勒（43°39'35"N, 0°57'44"E）面积3.07 平方千米，位于法国奧克西塔尼大區热尔省，该省份为法国西南部内陆省份，北起顺时针与洛特-加龙省、塔恩-加龙省、上加龙省、上比利牛斯省、大西洋比利牛斯省和朗德省接壤。
与卡通维耶勒接壤的市镇（或旧市镇、城区）包括：埃斯科讷伯夫、拉藏格、罗克洛尔圣欧班、圣热尔米耶。

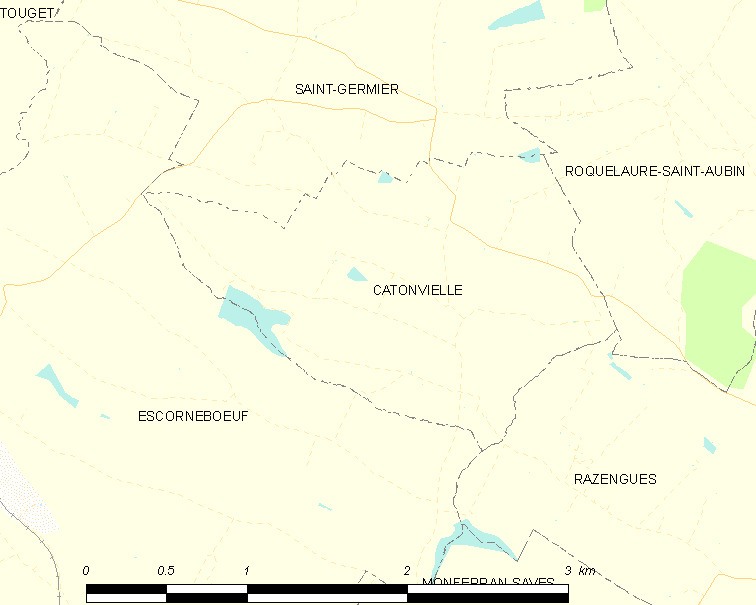
卡通维耶勒的OSM定位图

卡通维耶勒的时区为UTC+01:00、UTC+02:00（夏令时）。

## 行政
卡通维耶勒的邮政编码为32200，INSEE市镇编码为32092。

## 政治
卡通维耶勒所属的省级选区为日莫讷-阿拉茨县。

## 人口

1962-2008年间卡通维耶勒人口变化图示

卡通维耶勒于2022年1月1日时的人口数量为105人。